# Jason Collins (basketballer)
Jason Collins (Los Angeles, 2 december 1978) is een Amerikaans voormalig basketballer.

## Carrière
Collins speelde collegebasketbal voor de Stanford Cardinal van 1997 tot 2001. Hij stelde zich daarna kandidaat voor de NBA draft van 2001 en werd als 18e gekozen in de eerste ronde door de Houston Rockets. Hij werd echter meteen geruild naar de New Jersey Nets samen met Brandon Armstrong en Richard Jefferson voor Eddie Griffin. Bij de Nets groeide hij uit tot een starter en speelde hij zes seizoenen en een half voor en haalde zesmaal de play-off's.
In februari 2008 werd hij geruild naar de Memphis Grizzlies voor Stromile Swift. In juni 2008 werd hij opnieuw geruild ditmaal samen met Brian Cardinal, Kevin Love en Mike Miller naar Minnesota Timberwolves voor Greg Buckner, Marko Jarić, O.J. Mayo en Antoine Walker. In september 2009 tekende hij als vrije speler bij de Atlanta Hawks. Na drie seizoenen bij de Hawks werd zijn contract niet verlengd.
Hij tekende hierna bij de Boston Celtics als vrije speler en speelde bij de Celtics tot in februari 2013 toen hij naar de Washington Wizards werd geruild samen met Leandro Barbosa voor Jordan Crawford. Aan het einde van het seizoen werd zijn contract niet verlengd. In februari 2014 tekende hij een 10-dagen contract dat erna nog eens verlengd werd met tien dagen. Hierna tekende hij een contract voor de rest van het seizoen.

## Statistieken

### Reguliere seizoen
| Seizoen  | Team                   | WG  | WS  | MPW  | 2P%  | 3P%   | FW%   | RPW | APW | SPW | BPW | PPW |
| -------- | ---------------------- | --- | --- | ---- | ---- | ----- | ----- | --- | --- | --- | --- | --- |
| 2001/02  | New Jersey Nets        | 77  | 9   | 18,3 | 42,1 | 50,0  | 70,1  | 3,9 | 1,1 | 0,4 | 0,6 | 4,5 |
| 2002/03  | New Jersey Nets        | 81  | 66  | 23,5 | 41,4 | 0,0   | 76,3  | 4,5 | 1,1 | 0,6 | 0,5 | 5,7 |
| 2003/04  | New Jersey Nets        | 78  | 78  | 28,5 | 42,4 | 0,0   | 73,9  | 5,1 | 2,0 | 0,9 | 0,7 | 5,9 |
| 2004/05  | New Jersey Nets        | 80  | 80  | 31,8 | 41,2 | 33,3  | 65,6  | 6,1 | 1,3 | 0,9 | 0,9 | 6,4 |
| 2005/06  | New Jersey Nets        | 71  | 70  | 26,7 | 39,7 | 25,0  | 51,2  | 4,8 | 1,0 | 0,6 | 0,6 | 3,6 |
| 2006/07  | New Jersey Nets        | 80  | 78  | 23,1 | 36,4 | 0,0   | 46,5  | 4,0 | 0,6 | 0,5 | 0,5 | 2,1 |
| 2007/08  | New Jersey Nets        | 43  | 23  | 15,9 | 42,6 | —     | 38,9  | 2,1 | 0,4 | 0,3 | 0,2 | 1,4 |
| 2007/08  | Memphis Grizzlies      | 31  | 3   | 15,7 | 50,8 | 0,0   | 52,6  | 2,9 | 0,2 | 0,4 | 0,5 | 2,6 |
| 2008/09  | Minnesota Timberwolves | 31  | 22  | 13,6 | 31,4 | —     | 46,4  | 2,3 | 0,4 | 0,3 | 0,4 | 1,8 |
| 2009/10  | Atlanta Hawks          | 24  | 0   | 4,8  | 34,8 | 0,0   | 0,0   | 0,6 | 0,2 | 0,1 | 0,1 | 0,7 |
| 2010/11  | Atlanta Hawks          | 49  | 28  | 12,1 | 47,9 | 100,0 | 65,9  | 2,1 | 0,4 | 0,2 | 0,2 | 2,0 |
| 2011/12  | Atlanta Hawks          | 30  | 10  | 10,3 | 40,0 | —     | 46,7  | 1,6 | 0,3 | 0,1 | 0,1 | 1,3 |
| 2012/13  | Boston Celtics         | 32  | 7   | 10,3 | 34,8 | —     | 70,0  | 1,6 | 0,2 | 0,3 | 0,2 | 1,2 |
| 2012/13  | Washington Wizards     | 6   | 2   | 9,0  | 16,7 | —     | 100,0 | 1,3 | 0,3 | 0,3 | 0,7 | 0,7 |
| 2013/14  | Brooklyn Nets          | 22  | 1   | 7,8  | 45,8 | 0,0   | 75,0  | 0,9 | 0,2 | 0,4 | 0,0 | 1,1 |
| Carrière | Carrière               | 735 | 477 | 20,4 | 41,1 | 20,6  | 64,7  | 3,7 | 0,9 | 0,5 | 0,5 | 3,6 |

### Play-offs
| Seizoen  | Team            | WG | WS | MPW  | 2P%  | 3P% | FW%  | RPW | APW | SPW | BPW | PPW |
| -------- | --------------- | -- | -- | ---- | ---- | --- | ---- | --- | --- | --- | --- | --- |
| 2001/02  | New Jersey Nets | 17 | 0  | 13,4 | 36,4 | —   | 65,8 | 2,4 | 0,4 | 0,3 | 0,4 | 2,9 |
| 2002/03  | New Jersey Nets | 20 | 20 | 26,5 | 36,3 | 0,0 | 83,6 | 6,3 | 0,9 | 0,7 | 0,6 | 5,9 |
| 2003/04  | New Jersey Nets | 11 | 11 | 24,2 | 36,8 | —   | 75,0 | 4,0 | 1,5 | 0,3 | 0,9 | 3,6 |
| 2004/05  | New Jersey Nets | 4  | 4  | 32,0 | 23,5 | —   | 37,5 | 6,5 | 0,3 | 0,5 | 0,0 | 2,8 |
| 2005/06  | New Jersey Nets | 11 | 11 | 27,5 | 36,0 | —   | 59,1 | 5,0 | 0,3 | 0,5 | 0,2 | 2,8 |
| 2006/07  | New Jersey Nets | 12 | 12 | 27,4 | 57,1 | —   | 36,4 | 3,3 | 0,2 | 0,6 | 0,3 | 2,3 |
| 2009/10  | Atlanta Hawks   | 3  | 0  | 3,3  | 60,0 | —   | —    | 1,7 | 0,0 | 0,0 | 0,0 | 2,0 |
| 2010/11  | Atlanta Hawks   | 12 | 9  | 13,2 | 64,3 | —   | 37,5 | 1,4 | 0,1 | 0,4 | 0,3 | 1,8 |
| 2011/12  | Atlanta Hawks   | 5  | 4  | 17,0 | 54,5 | —   | —    | 2,4 | 0,0 | 0,2 | 0,0 | 2,4 |
| Carrière | Carrière        | 95 | 71 | 21,4 | 40,0 | 0,0 | 67,7 | 3,8 | 0,5 | 0,4 | 0,4 | 3,3 |